# Nidsigend und obsigend
Nidsigend oder nidsigänd bezeichnet in den alemannischen Dialekten den Zeitraum im Verlaufe eines Monats, in dem der Tagbogen des Mondes von Tag zu Tag niedriger über dem Horizont verläuft. Das Antonym zu nidsigend ist obsigend oder obsigänd, also der Zeitraum, in dem der Tagbogen des Mondes von Tag zu Tag höher über dem Horizont verläuft. 
Standardsprachlich werden dafür die Bezeichnungen Mond geht unter sich bzw. über sich, sowie fallender bzw. steigender Mond verwendet.
Diese Erscheinung entspricht dem Ab- und Aufsteigen des Tagbogens der Sonne im Verlauf der Jahreszeiten (siehe Sonnenwende und Äquinoktium).
Die Zeit, die vergeht, bis der Mond wieder in die jeweils nächste Phase des Auf- und Absteigens übergeht, beträgt etwa 12 bis 15 Tage.

## Etymologie
Die Vorsilbe nid steht in der deutschsprachigen Schweiz für „unterhalb“ bzw. „unten“ (z. B. Nidwalden), ob steht für oberhalb bzw. oben (z. B. Obwalden). Nidsi und obsi sind aus nid-sich bzw. ob-sich entstanden und bedeuten in alemannischen Dialekten „abwärts“ und „aufwärts“. Das Grundwort gend bzw. gänd (mit langem /ä/) steht für „gehend“. Nidsigend bedeutet daher „nid-sich-gehend“, also „abwärts gehend“ oder „nach unten gehend“; obsigend hingegen „ob-sich-gehend“, also „aufwärts gehend“ oder „nach oben gehend“.

## Symbole

Stehende Mondsichel als Symbol für den fallenden (nidsigenden) Mond
Mondschiffchen als Symbol für den steigenden (obsigenden) Mond

Ähnlich wie für die Mondphasen gibt es auch für den fallenden und den steigenden Mond Symbole, die beispielsweise in Bauernkalendern Verwendung finden. Beide haben die Form einer Mondsichel; anhand ihrer Spitzen lässt sich erkennen, ob der Mond fallend oder steigend ist:
- für den fallenden (nidsigenden) Mond steht eine stehende Mondsichel, deren Spitzen nach unten zeigen
- für den steigenden (obsigenden) Mond steht dementsprechend das Mondschiffchen, eine liegende Mondsichel, deren Spitzen nach oben zeigen. Es tritt z. B. in der Flagge Mauretaniens auf.

## Bedeutung
Für die astronomischen Grundlagen siehe Topozentrische Mondbahn (Anblicksproblem des Mondes in der astronomischen Phänomenologie).
Ist der Mond „obsigend“, dann ist er „aufwärts gehend“ oder „steigend“, bewegt sich also in Bezug auf den Himmelsäquator aufwärts – nach Norden. Ursache dafür ist die Neigung der Ebene der Mondbahn gegenüber der Ebene des Himmelsäquators. Für einen Beobachter auf der Nordhalbkugel der Erde verschieben sich in der obsigenden Phase die Aufgangspunkte des Mondes am Horizont in Richtung Nordosten, die Untergangspunkte in Richtung Nordwesten. Die Höhe der Kulmination im Süden ist von Tag zu Tag merklich größer.
Hat der Mond seine gegenüber dem Himmelsäquator höchste (nördlichste) Position erreicht, dann erfolgt der Wechsel von „obsigend“ zu „nidsigend“. Nun ist er also „abwärts gehend“ oder „fallend“. Die Auf- und Untergangspunkte am Horizont verschieben sich jetzt wieder von Tag zu Tag weiter nach Süden, die Kulminationshöhe nimmt ab (Tropischer Monat).
Der Zyklus beträgt durchschnittlich etwa einen Monat, d. h. der Mond ist etwa 14 Tage lang nidsigend und anschließend wieder etwa 14 Tage lang obsigend.
Diese Begriffe zeugen von einer guten Beobachtung der Phänomene am Himmel durch Menschen vergangener Generationen (siehe auch: Himmelsscheibe von Nebra). Im allgemeinen Sprachgebrauch wurden diese exakten astronomischen Begriffe allerdings oft mit astrologischen Anschauungen verbunden, so etwa in Vorstellungen, der Wechsel von nidsigend und obsigend beeinflusse Wachstums- und Fruchtbarkeitsprozesse in der Natur.

## Relevanz
In astrologischen Mondkalendern, etwa bestimmten Bauernkalendern, wird das Phänomen des auf- und absteigenden Mondes zur Bestimmung eines geeigneten Termins für Aussaat, Anpflanzung und Ernte genutzt. Manche Menschen orientieren sich an diesen Phasen bei ihrer Körperpflege.

## Verwechslung mit anderen Phänomenen
Der Begriff nidsigend wird irrtümlich oft gleichgesetzt mit dem abnehmendem Mond im Sinne der Mondphase, während obsigend oft mit zunehmendem Mond verwechselt wird. 
Daneben kann man auch finden, dass die nidsigende Phase eines Monats mit abnehmender und die obsigende mit zunehmender Entfernung des Mondes von der Erde verwechselt wird (anomalistischer Monat).

## Trivia
In der Schweiz sagt man scherzhaft auch nidsigänd, wenn einem etwas ständig auf den Boden fällt.